# Newmount
Newmount is een historisch merk van motorfietsen.
De bedrijfsnaam was: Newmount Trading Co. Ltd., Coventry.
Newmount was een Engels merk dat in feite Duitse Zündapp-machines bouwde. Ze waren voorzien van 348- en 498 cc Python-kopklepmotoren met vier kleppen, maar ook met Duitse Zündapp-tweetaktblokken van 198-, 248- en 298 cc. De productie begon in 1929 maar eindigde al in 1933. Mogelijk kwam dat doordat Zündapp in dat jaar negen nieuwe modellen introduceerde, waaronder veel zwaardere boxer-viertaktmotoren.